# Gare d'Austerlitz (stanice metra v Paříži)
Gare d'Austerlitz je přestupní stanice pařížského metra mezi linkami 5 a 10. Linka 5 stanicí prochází, pro linku 10 je zde konečná východní části. Stanice se nachází na hranicích 5. a 13. obvodu v Paříži a je integrovaná do Slavkovského nádraží na levém břehu Seiny. Ze stanice je proto možný přestup i na linky SNCF, linky Transilien a rovněž linku RER C.

## Historie
Stanice byla otevřena 2. června 1906 jako součást prvního úseku linky 5, která sem byla dovedena ze stanice Place d'Italie. Protože linka vede přes Seinu po mostě, bylo nástupiště vybudováno nad zemí na 50 metrů dlouhém viaduktu přímo pod prosklenou nádražní střechou.
Dne 12. července 1939 sem byla prodloužena linka 10 ze stanice Jussieu. Toto nástupiště bylo vybudováno v podzemí.
Od 26. září 1979 je možný přestup na linku RER C.

## Název
Stanice byla pojmenována po Slavkovském nádraží (německy Austerlitz), které nese název na počest Napoleonovy vítězné bitvy u Slavkova.
Původní název nádraží a stanice metra byl Gare d'Orléans – Orleánské nádraží, neboť jej provozovala železniční společnost Paris-Orléans. 15. října 1930 se název změnil na Gare d'Orléans-Austerlitz, což je dodnes stále viditelné na nástupišti linky 10. Současný název pochází z 25. dubna 1985.

## Vstupy
Stanice má několik východů:
- po eskalátorech a schodištích přímo do nádražní haly
- Boulevard de l'Hôpital před domy č. 2 a 6 a před nádraží

## Zajímavosti v okolí
- Jardin des plantes
- Hôpital de la Salpêtrière